# Альпинистская верёвка

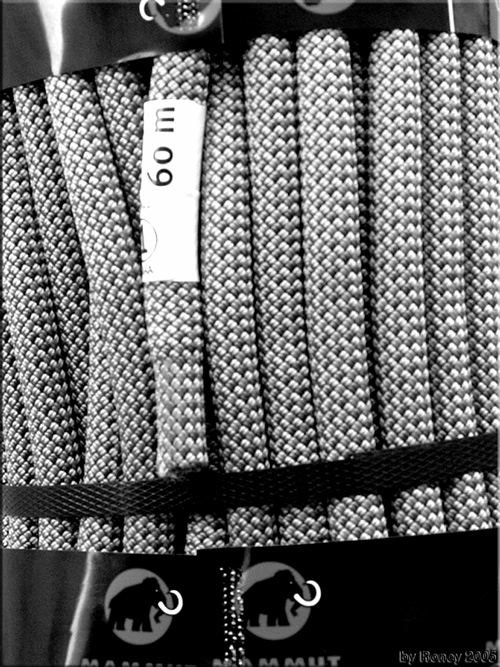
Альпинистская верёвка

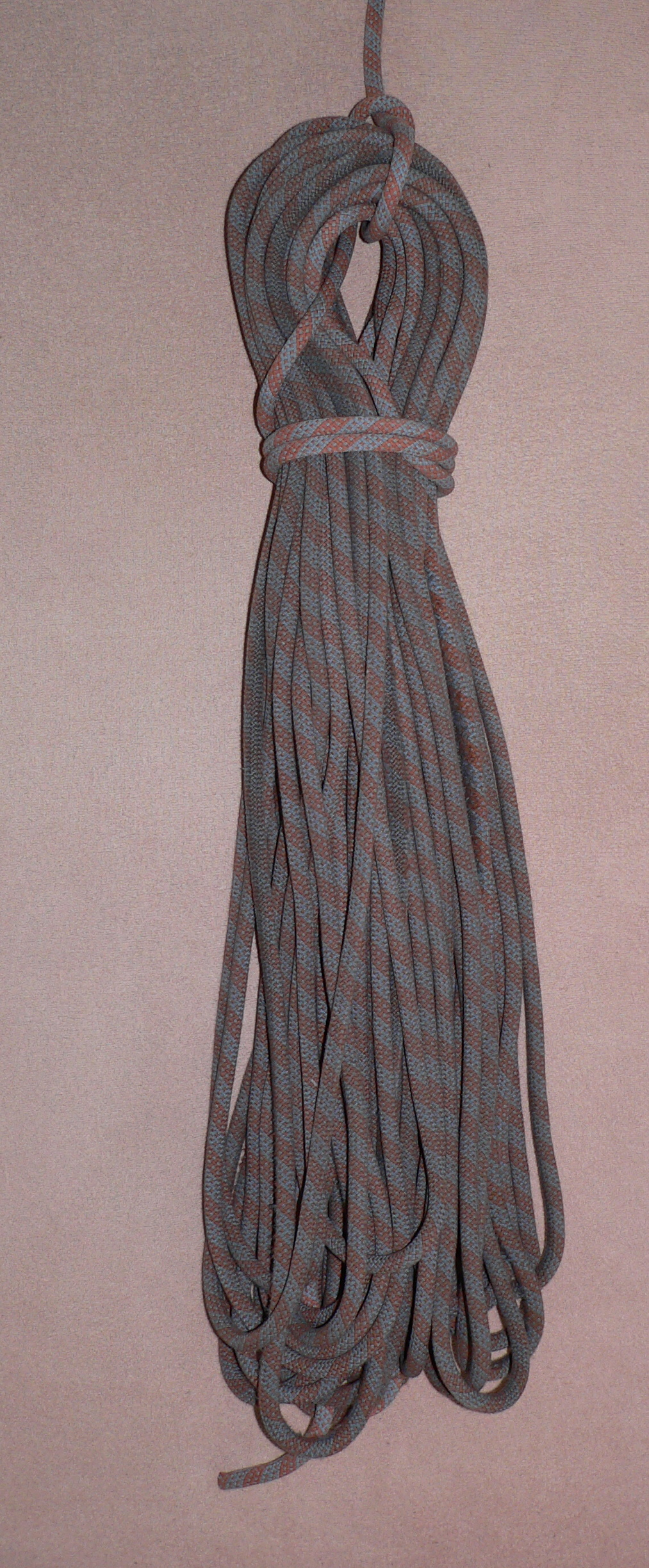
Альпинистская верёвка диаметром 9,8 мм

Альпини́стская верёвка — верёвка с особыми динамическими и прочностными качествами, применяемая при передвижении по сложным участкам рельефа. Используется преимущественно в таких видах спорта как альпинизм, скалолазание, спелеотуризм, горный туризм и других, а также в арбористике, промальпе и подобных профессиях.
Одной из главных задач альпинистской верёвки (с чем и связаны её особые характеристики) является смягчение рывка при срыве. Она является составным элементом страховки, а также используется для безопасного подъёма, спуска и решения других вспомогательных задач. Конструктивно состоит из сердечника и оплётки. Бывают динамическими, статическими, специальными.

## История
История применения верёвок в альпинизме берёт своё начало с момента первых восхождений в Альпах в XVIII веке. Вначале это были кручёные льняные тросы, которые выдерживали рывок до 700 кг и не могли обеспечить требуемую надёжность. Постепенно росла сложность альпинистских маршрутов, изменялись технологии производства. В 1950-х годах начали применять синтетические верёвки, что привело к появлению динамических верёвок и новых методов страховки (нижняя глухая страховка). В 1953 году фирма Edelrid впервые применила плетёную верёвку (трос).

## Строение
Верёвки состоят из двух составных частей:
- Сердечник — несёт основную нагрузку и состоит из множества нитей
- Оплётка — не только придаёт верёвке круглую форму и защищает сердечник, но и несет до 40% нагрузки[3].  Веревка с серьезными повреждениями оплетки не подлежит к использованию в качестве рабочей или страховочной[4]. В зависимости от количества нитей в оплётке она может быть 48-, 32-, 40-прядной. Наиболее распространённые — 48 и 32. 32-прядная оплётка — более износоустойчивая за счёт большей толщины оплётки, но при этом — более грубая на ощупь и чуть более жёсткая в сравнении с 48-прядной.

## Типы верёвок

### Материалы
Альпинистские верёвки изготавливают в основном из полиамида (нейлон, капрон — прочны, эластичны, износостойки, достаточно устойчивы к влаге и воздействию химических веществ, кроме кислот). Иногда применяют также полиэстер (менее эластичен и верёвка плохо держит узел), редко кевлар (верёвки из кевлара — самые прочные, но наименее долговечные и плохо держат узел).

### Кручёные и плетёные верёвки
В настоящее время существуют два типа верёвок — кручёные и плетёные (верёвки кабельного типа). Обычно, при одинаковом материале и одинаковой толщине, кручёная верёвка, по сравнению с плетёной, имеет лучшие прочностные и динамические характеристики. В то же время, благодаря тому, что плетёная верёвка имеет несущую сердцевину и защитную оплётку, она лучше защищена от механических повреждений и неблагоприятного действия солнечного света. У верёвки такого типа сердцевина состоит из нескольких десятков тысяч синтетических нитей. Они распределены в 2, 3 и более прямых, плетёных или кручёных жгута, в зависимости от конкретной конструкции и требуемых эксплуатационных характеристик. Например, сердцевина динамической верёвки типа Classic производства Edelrid состоит из 50400 нитей толщиной 0,025 мм, а её защитная оплётка — из 27000 нитей. Плетёные верёвки также более удобны для завязывания узлов.
Защитная оплётка верёвок для альпинизма обычно окрашена. Цвета могут быть самыми разными, но всегда яркими, что создаёт удобство при работе с двумя и более верёвками. Оплётка большинства спелеологических верёвок и «технических» верёвок — белая.

### Диаметр верёвки
Диаметр динамических и статических верёвок, производимых большинством специализированных фирм, чаще всего лежит в пределах 9—11 мм. Диаметр технических верёвок, применяемых в промышленном альпинизме — 10—12 мм. Во время соревнований судейская страховка может осуществляться 12, 14, 16 мм верёвками.
Важно, в практической работе диаметр верёвки имеет отношение только к общему весу, гибкости, удобству обращения, и не является показателем надёжности верёвки (см. ниже).

## Динамические и статические верёвки
Фактор падения определяется отношением высоты падения к длине верёвки, которая его задерживает.
Максимально возможный (и самый неблагоприятный) фактор падения — это 2, когда точка срыва находится на длину верёвки выше, чем точка страховки. При срыве с уровня точки страховки фактор падения равен 1
Примечание: «динамическими нагрузками» называют нагрузки, которые быстро изменяются по величине и направлению.
Основная отличительная черта, определяющая вид верёвки, это её динамические качества, способность удлиняться под нагрузкой. Ещё при конструировании верёвки, в зависимости от желаемых эксплуатационных свойств задают способность к удлинению, как в процессе нормального применения, так и при поглощении динамического удара. В соответствии со степенью удлинения под нагрузкой, а также целями, для которых производят, верёвку подразделяют на два основных вида — динамическая (или альпинистская верёвка) и статическая (или спелеоверёвка).

### Динамические верёвки
Основное свойство динамических верёвок — это способность амортизировать динамический удар, возникающий при срыве с фактором падения больше 1 (см. врезку). Производят, в основном, для нужд альпинизма. Их основные качества определяют нормами UIAA.
Требования UIAA и EN892 (европейские требования) для динамической верёвки:
- Сила рывка должна быть не более 12 кН при факторе рывка 2 с весом 80 кг (55 кг для полуверёвки или двойной верёвки)
- Верёвка должна выдерживать не менее пяти рывков с фактором рывка 2 и весом, указанным выше
- Удлинение не должно быть более 8% под грузом 80 кг (для полуверёвки не более 10% под грузом 80 кг)
- Гибкость при завязывании узлов — коэффициент узловязания (внутренний диаметр простого узла верёвки при нагрузке 10 кг в течение минуты/диаметр верёвки) должен быть не более 1,2
- Смещение оплётки верёвки относительно сердцевины — 2 метра верёвки протягивают через специальное устройство 5 раз. Смещение оплётки верёвки относительно сердцевины должно быть меньше 40 мм
- Маркировка должна указывать тип верёвки (одинарная, полуверёвка или двойная верёвка), изготовителя и CE-сертификат

Для проверки динамических верёвок применяют тест Dodero. Лучшие образцы верёвок выдерживают до 16 рывков.

#### Недостатки
- Динамические верёвки — мягкие, и как правило, сильно намокают и обмерзают
- На мягких верёвках плохо держат жумары
- При использовании жумаров необходимость топтаться на месте, пока не выбирается до 5—6 метров удлинения, прежде чем спелеолог или альпинист оторвётся от пола
- Постоянные подскоки при каждом перемещении зажима (жумара) по верёвке
- Из-за подскоков при соприкосновении со скалой эластичная верёвка больше трётся
- Динамические верёвки нельзя использовать под постоянными статическими нагрузками (переправы, перила, траверсы)

Динамически верёвки бывают следующих типов:

#### Одинарная динамическая верёвка или основная верёвка
Одинарным (основным) называют такой тип динамической верёвки, который по своей конструкции предназначен для использования для страховки при свободном лазании, и обладает необходимыми качествами для надёжного задержания падения с максимальным фактором рывка 2. Толщина основной верёвки чаще всего 10,5—11,5 мм. При продвижении верёвку последовательно прощёлкивают в карабины промежуточных точек страховки.

##### Достоинства
- Одинарная верёвка — наиболее долговечная в использовании, более простая в работе
- Она — легче, чем 2 полуверёвки (но тяжелее сдвоенной верёвки)

##### Недостатки
- В отличие от сдвоенных верёвок менее защищена от перебивания камнями, льдом или от обрезания об острый край скалы
- Необходимо следить, чтобы при прохождении через промежуточные точки она не делала больших перегибов, так как при этом возрастает трение при её прохождении, верёвку трудно выбирать, это может привести к срыву, замедляет работу первого в связке
- При прохождении через много карабинов во время срыва из-за трения, верёвка может не удлиняться, и динамические свойства могут не проявляться в полной мере. Чтобы избежать этого, необходимо использовать оттяжки; страховочные точки располагать более оптимально, спрямляя ход верёвки

#### Полуверёвка
«Полуверёвкой» называют динамическую верёвку, которая обязательно должна быть сдвоена при страховке. У одиночной полуверёвки нет необходимых качеств для того, чтобы выдержать падение с фактором рывка 2. Полуверёвки имеют толщину 8,5—10 мм. При использовании системы из двух полуверёвок их поочерёдно встёгивают в разные карабины и разные точки страховки, образуя 2 параллельные дорожки. Полуверёвки вщёлкивают в карабины поочерёдно, распределяя одну верёвку справа по ходу движения, другую — слева. Не допускается перехлёст верёвок. Обычно используют полуверёвки разных цветов.

##### Достоинства
- Каждую верёвку встёгивают в меньшее число карабинов
- При использовании двух полуверёвок уменьшается трение в карабинах и о рельеф, что помогает при работе на сложных маршрутах
- Они более защищены от перебивания, хотя каждая верёвка менее надёжна сама по себе и быстрее выходит из строя из-за повреждений оплётки
- Удобна при спуске дюльфером (скоростном спуске) — не нужно нести ещё одну верёвку. Одну верёвку применяют для спуска, другую для страховки

##### Недостатки
- Приёмы страховки — более сложные, чем для одинарной верёвки, и от страхующего требует большего опыта и внимания. При нижней страховке надо следить, чтобы в каждой из верёвок не было провисания. При вщёлкивании верёвки в карабин промежуточной точки, первый в связке выбирает одну из верёвок. Страхующий должен оперативно выдать её, и в случае необходимости срочно выбрать в первоначальное положение. При этом расположение другой ветви верёвки не меняется
- Пара из верёвок — более тяжёлая, по сравнению с одинарной верёвкой
- Менее долговечная

#### Сдвоенная веревка
Сдвоенную (двойную или цвилинговую) верёвку используют как одинарную, прощёлкивают одновременно обе верёвки в каждый карабин. Диаметр сдвоенной верёвки — 7,8—9 мм. Согласно некоторым авторам, сдвоенную верёвку нужно прощёлкивать в точку страховки через разные карабины, так как при срыве верёвки могут защемить друг друга, и перебиться.

##### Достоинства
- Её легче выбирать первому в связке (2 тонкие верёвки легче проходят через карабины и рельеф)
- Её удобно использовать при дюльфере
- Легче, чем одинарная и двойная верёвки

##### Недостатки
- Она — более тонкая и легче повреждается
- Её нельзя использовать для перил

### Статические верёвки
Во второй половине 1960-х годов в практику спелеологии и альпинизма вошли два новых приспособления — спусковое устройство и самохват (жумар). Их быстрое и широкое распространение всего за несколько лет полностью изменило технику прохождения вертикальных пещер. После того, как верёвка стала основным средством не только страховки, но и подъёма, её большая эластичность, полезная для страховки, сразу превратилась в её основной недостаток (см. недостатки динамических верёвок). Все это потребовало создания верёвки с малой степенью удлинения, которая получила наименование «статической». Такую верёвку производят, прежде всего, для целей спелеологии, и потому ещё называют «спелеологической».
Как подсказывает само название статическая верёвка имеет ограниченную эластичность и не предназначена для амортизации больших динамических нагрузок. Статическая верёвка может выдержать падение с фактором рывка меньше 1.

#### Особенности статической верёвки
- Статическую верёвку применяют для фиксированной навески, то есть для провески колодцев и устройства перил
- Из-за более низкой степени удлинения её способность поглощать энергию ниже, а пиковые динамические нагрузки значительнее. Они превышают 1000 кгс при падении груза весом 80 кг с фактором рывка, равным всего 1, в то время как для динамической верёвки это значение редко превышается даже при падении с самым высоким фактором рывка — 2
- Чем меньше эластичность верёвки, тем меньше допустимый фактор рывка
- Статическую верёвку могут применять для страховки партнёра только при условии, что страховка осуществляют сверху

Требования prEN 1891 (европейские требования) для статических верёвок:
- Сила рывка должна быть меньше 6 кН при факторе рывка 0,3 и весе 100 кг
- Верёвка должна выдержать как минимум 5 рывков с фактором рывка 1 и весом 100 кг, с узлом восьмёрка
- Удлинение, возникающее при нагрузке от 50 до 150 кг, не должно превышать 5%
- Коэффициент гибкости при завязывании узлов (внутренний диаметр простого узла верёвки при нагрузке 10 кг в течение минуты/диаметр верёвки) должен быть не более 1,2
- Смещение оплётки верёвки относительно сердцевины — 2 метра верёвки протягивают через специальное устройство 5 раз. Смещение оплётки верёвки относительно сердцевины должно быть не более 15 мм
- Вес оплётки верёвки должен быть не больше определённой доли от общей массы верёвки
- Статическое усилие на разрыв — верёвка должна выдерживать не менее 22 kN (для верёвок диаметром 10 мм и более) или 18 kN (для 9 мм верёвок), с узлом восьмёрка — 15 кН
- Маркировка — на концах верёвки указывают тип верёвки (A или B), диаметр, изготовитель

Статические верёвки бывают двух типов:

#### Тип A
Тип A (статическое усилие на разрыв не менее 22 kN) — используют для высотных и спасательных работ, а также для спелеологии.

#### Тип Б
Тип B (статическое усилие на разрыв не менее 18 kN) — верёвка меньшего диаметра и рассчитана на меньшую нагрузку, чем верёвка типа А. Может быть использована только для спуска (дюльфера).

### Статико-динамическая верёвка
Стремясь в одной верёвке объединить свойство динамических и статических верёвок, конструкторы нескольких фирм разработали её разновидность — так называемую «статико-динамическую верёвку».
Статико-динамическая верёвка тоже имеет кабельную конструкцию, но состоит из трёх конструктивных элементов — двух различных по своим динамическим качествам несущих сердцевин и защитной оплётки. Центральная сердцевина статико-динамических верёвок состоит из полиэстерных или кевларовых волокон. Она предварительно натягивается до определённого предела, чтобы уменьшить её возможность удлиняться под нагрузкой. Вторая сердцевина, оплетённая вокруг центральной, сделана из полиамидных волокон, которые — более эластичны, чем полиэстерные или кевларовые. Волокна защитной оплётки тоже полиамидные.
Идея, заложенная в этой конструкции, такова — при нормальном применении, то есть при спуске и подъёме, нагрузку воспринимает целиком менее эластичная сердцевина, и поведение верёвки до нагрузки 650—700 кг статично. При нагрузке свыше 700 кг эта сердцевина рвётся и при этом поглощает часть энергии падения. Оставшаяся часть её поглощается вступающей в действие значительно более эластичной полиамидной сердцевиной.

## Разное

### Прочность верёвок

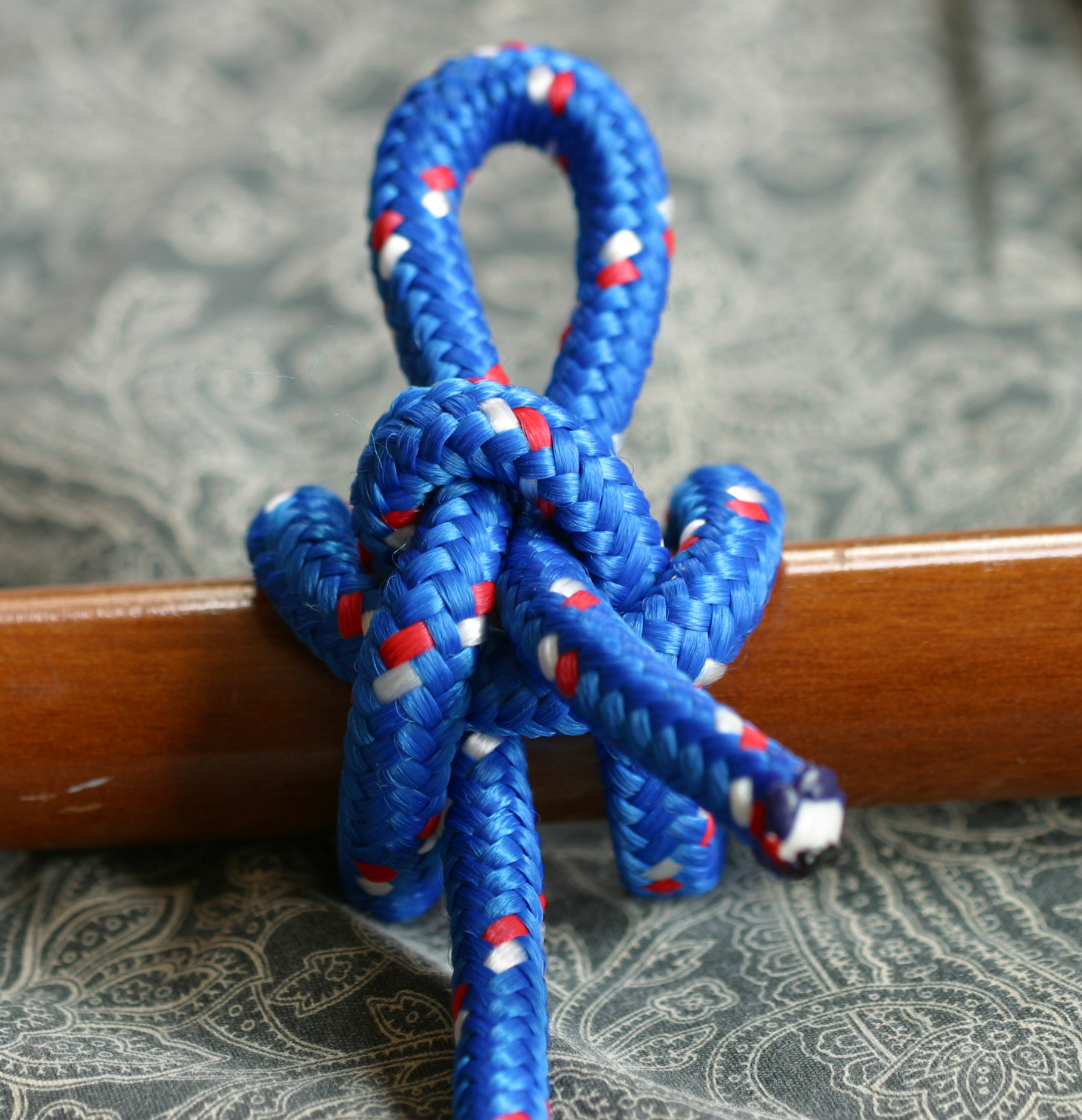
Любой узел в той или иной степени ослабляет верёвку. Грамотно подобрав узлы можно значительно снизить ослабление

Величины объявленной прочности на разрыв, гарантируемые производителями, очень внушительны — от 1700 кг для 9-миллиметровой верёвки до 3500 кг для 14-миллиметровой и больше. Однако многие факторы снижают прочность верёвок, и не следует ориентироваться на эти показатели:
- Перегибание в узлах — в зависимости от узла, прочность верёвки ослабевает на 30—60% (от 30% для узла девятка до 59 % для встречного узла)[источник не указан 1955 дней]. Силы, действующие на нагруженную верёвку без узлов, распределяются равномерно по всему её поперечному сечению. Если верёвка перегибается, силы при нагружении распределяются неравномерно. Часть нитей, находящихся на внешней стороне дуги, натягиваются довольно сильно. В зоне перегиба возникают и поперечные усилия, которые суммируются с продольными, и дополнительно нагружают нити верёвки. Чем сильнее она изогнута, тем в большей степени уменьшается её прочность
- Влияние воды и влажности — поглощение воды полиамидными волокнами, из которых состоит верёвка, — значительно. Испытания с узлами показали, что влажная верёвка на 4—7%[источник не указан 1896 дней] слабее сухой. При замерзании мокрой верёвки её прочность уменьшается ещё больше, до 18—22%[источник не указан 1896 дней]. Влажные кевларовые верёвки слабее на величину до 40%[источник не указан 1896 дней]
- Старение — под влиянием фотохимических и термических процессов, как и вследствие окислительного воздействия воздуха, полимеры подвержены непрерывному прогрессирующему необратимому процессу — деполимеризации или старению. Деполимеризация особенно быстро идёт в первые месяцы после производства, потом процесс замедляется. Процессы старения протекают независимо от того, эксплуатируется верёвка или нет. Процесс особенно интенсивно идёт под влиянием тепла и света
- Износ при использовании — в результате механических воздействий, которым верёвка подвергается в процессе эксплуатации, одновременно со старением изнашивается и физически. Особенно большой вклад в уменьшение прочности даёт абразивное действие вследствие трения. Особенно неблагоприятное воздействие, которое способствует интенсивному износу верёвки, оказывает спусковое устройство, замусоренное глиной, грязью. Даже при слабом загрязнении глиной в течение короткого времени прочность уменьшается примерно на 10%[источник не указан 1896 дней]

Все вышеизложенные факты приводят к тому, что практическая прочность верёвки, бывшей в употреблении, может быть значительно меньше заявленных значений. Например, выпускавшиеся в 1981—1982-х годах спелеоверёвка Edelrid-Superstatic имеет объявленную прочность 2500 кгс. После 5 лет эксплуатации её практическая прочность составила менее 700 кгс.

### Масса верёвки
Масса верёвки зависит от толщины. Её величина измеряется в стандартных условиях (влажность воздуха 65%, температура 20°C) и указывается производителем в паспорте верёвки (в граммах на метр). Обычно масса составляет 52—77 г/м в зависимости от толщины и конструкции. Влажная верёвка — тяжелее на величину до 40% от её первоначальной массы. Сейчас для спелеологии применяют импрегнированные верёвки, которые меньше намокают (Drylonglife, Everdry, Superdry).

### Хранение
- Верёвку необходимо хранить в специальной сумке для верёвки, для защиты от грязи. Следует избегать контакта верёвки с острыми предметами (ледобуры, кошки, ледовые инструменты)
- Нужно держать верёвки в чистоте. Не класть на землю. Грязь, песок и другие загрязнения могут повредить волокна вёревки. Мокрая и грязная верёвка затрудняет работу со спусковыми и страховочными устройствами и с зажимами для верёвки. Грязная верёвка ускоряет износ снаряжения. Если верёвка загрязнилась, её нужно постирать специальным средством (или просто тщательно прополоскать в холодной воде), после чего, хорошо промыв от моющего средства, сушить в разложенном (не растянутом) состоянии
- Не подвергать верёвку химическому и тепловому воздействию. Надо знать, что ультрафиолетовое излучение слабо влияет на прочность хорошей верёвки, но любой источник тепла портит и разрушает синтетические волокна. Нельзя сушить верёвку около отопительных приборов или под жарким солнцем
- Верёвку следует хранить в сухом, тёмном, прохладном месте, желательно в чехле
- Её нельзя держать в растянутом состоянии, при этом теряются её эластические свойства
- Внимательно осматривать верёвку на наличие повреждений оплётки или внутренних повреждений, особенно перед использованием. При наличии повреждений — заменить верёвку или обрезать повреждённый участок
- Нельзя наступать на верёвку
- При лазании использовать разные концы верёвки для равномерного износа
- Необходимо контролировать скорость при спуске по верёвке. Слишком быстрый спуск увеличивает износ верёвки. При слишком быстром спуске, спусковое устройство может перегреться и оплавить оплётку верёвки
- После сильных рывков верёвку желательно заменить (в паспорте указано, на сколько рывков с каким фактором рассчитана верёвка)
- Использовать верёвку можно 2 года, но не более 5 лет с момента выпуска. При этом происходит старение волокон и их деполимеризация. После 5 лет её свойства могут измениться, и она не будет удовлетворять нормам UIAA[источник не указан 1779 дней]. В книге Г. Хубера «Альпинизм сегодня» приводится следующий критерий продолжительности использования верёвки — 11 мм верёвку использовать не более 300 длин лазания

### Длина верёвок
В альпинизме существует единица измерения длины сложного склона — верёвка. Классически она равна 40 метрам — это расстояние комфортной слышимости, а зачастую и видимости членов связки, однако такая длина верёвок практически полностью потеряла свою актуальность, уступив место верёвке в 50 метров. Последние веяния в альпинизме, развитие страховочных устройств, средств связи, увеличение сложности маршрутов приводят к распространению 60-метровых верёвок, а европейским стандартом для новых маршрутов являются верёвки по 70 метров.